# Kritik av socialism

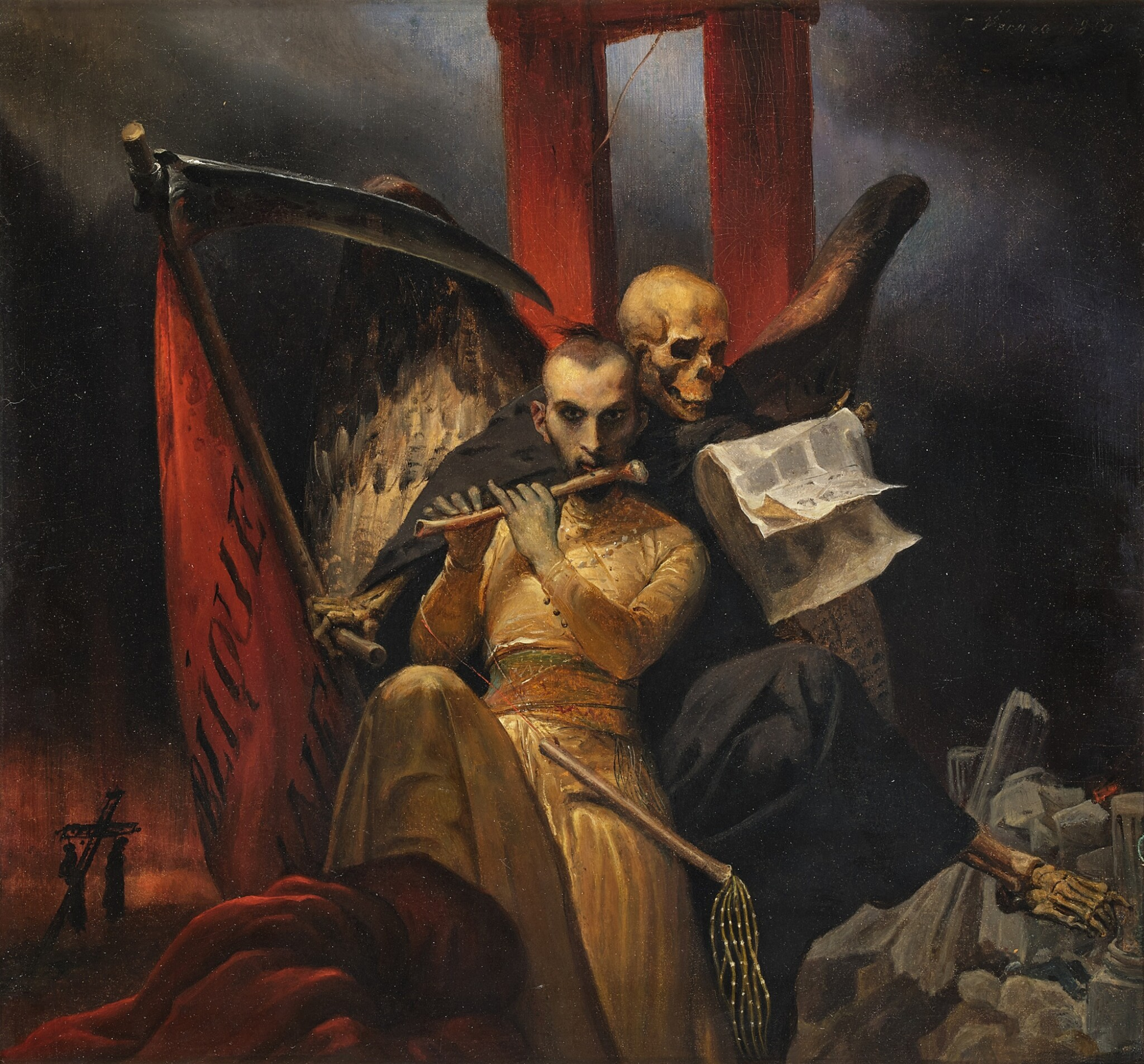
En målning från 1850 av Horace Vernet med titeln Socialism och kolera, som visar vad Vernet ansåg vara två problem som plågade Frankrike under mitten av 1800-talet.

Kritik av socialism är all kritik av socialistisk ekonomi och socialistiska organisationsmodeller och deras genomförbarhet, såväl som de politiska och sociala konsekvenserna av att anta ett sådant system. Viss kritik riktas inte nödvändigtvis mot socialismen som system utan snarare mot den socialistiska rörelsen, partier eller befintliga stater. Vissa kritiker anser att socialism är ett rent teoretiskt begrepp som bör kritiseras av teoretiska skäl, såsom i det ekonomiska beräkningsproblemet och den socialistiska beräkningsdebatten, medan andra menar att vissa historiska exempel finns och att de kan kritiseras av praktiska skäl. Eftersom det finns många typer av socialism är de flesta kritiker inriktade på en specifik typ av socialism, nämligen kommandoekonomin och erfarenheterna av sovjetiska ekonomier som kanske inte gäller alla former av socialism. Olika modeller av socialism står i konflikt med varandra kring frågor om äganderätt, ekonomisk samordning och hur socialism ska uppnås. Kritiker av specifika modeller av socialism kan vara förespråkare för en annan typ av socialism.
Enligt den österrikiska skolans ekonom Ludwig von Mises skulle ett ekonomiskt system (specifikt centraliserad ekonomisk planering) som inte använder pengar, finansiella kalkyler och marknadsprissättning inte kunna effektivt värdera kapitalvaror och samordna produktionen, och därför är socialism enligt hans uppfattning omöjlig eftersom den saknar den nödvändiga informationen för att utföra ekonomiska kalkyler från första början. Ett annat centralt argument som framförs mot socialistiska system baserade på ekonomisk planering är baserat på användningen av spridd kunskap. Socialism är ogenomförbar enligt denna uppfattning eftersom information inte kan aggregeras av en central instans och effektivt användas för att formulera en plan för en hel ekonomi, eftersom det skulle resultera i förvrängda eller frånvarande prissignaler; detta är känt som det ekonomiska beräkningsproblemet. Andra ekonomer kritiserar socialistiska modeller baserade på neoklassisk ekonomi för deras beroende av felaktiga och orealistiska antaganden om ekonomisk jämvikt och Pareto-effektivitet.
Vissa filosofer har kritiserat socialismens mål och hävdat att jämlikhet urholkar individuell mångfald och att upprättandet av ett jämlikt samhälle skulle behöva innebära starkt tvång. Många kritiker pekar på massmorden under kommunistregimerna som en anklagelse mot socialismen; vissa socialister svarar att de var avvikelser, pekar på massdödsfall som de hävdade orsakades av kapitalism och imperialism, och vissa säger att de inte är den socialistiska modell de stöder. Ekonomiska liberaler och högerlibertarianer ser privat ägande av produktionsmedlen och marknadsutbytet som naturliga enheter eller moraliska rättigheter som är centrala för deras uppfattningar om frihet och ser kapitalismens ekonomiska dynamik som oföränderlig och absolut. Som ett resultat uppfattar de offentligt ägande av produktionsmedlen och ekonomisk planering som intrång i friheten.

## Kritik av centraliserad planering

### Förvrängda eller frånvarande prissignaler

Utbuds- och efterfrågediagram: politisk intervention i prisskapandet på en fri marknad genom utbud och efterfrågan leder till en avvikelse från jämviktspriset, enligt socialismens kritiker, vilket orsakar en mängd oönskade biverkningar.

Det ekonomiska beräkningsproblemet är en kritik av central ekonomisk planering som finns i vissa former av socialism. Det föreslogs först 1854 av den preussiske ekonomen Hermann Heinrich Gossen. Den utvecklades senare 1902 av den holländska ekonomen Nicolaas Pierson, 1920 av Ludwig von Mises och senare av Friedrich Hayek. Problemet som avses är hur man ska fördela resurser rationellt i en ekonomi. Den fria marknaden bygger på prismekanismen, där människor individuellt har möjlighet att bestämma hur resurser ska fördelas baserat på deras villighet att ge pengar för specifika varor eller tjänster. Priset förmedlar inbäddad information om överflödet av resurser såväl som deras önskvärdhet (utbud och efterfrågan) vilket i sin tur – baserat på individuella samförståndsbeslut – möjliggör korrigeringar som förhindrar brist och överskott. Mises och Hayek hävdade att detta är den enda möjliga lösningen och utan den information som marknadspriserna ger saknar socialismen en metod för att rationellt fördela resurser. De som håller med om denna kritik menar att den är ett motbevis av socialismen och att den visar att en socialistisk planekonomi aldrig skulle kunna fungera. Debatten rasade under 1920- och 1930-talen och just den perioden av debatten har kommit att bli känd av ekonomiska historiker som "den socialistiska kalkyldebatten".
Mises hävdade i en berömd artikel från 1920, "Ekonomisk beräkning i det socialistiska samväldet ", att prissättningssystemen i socialistiska ekonomier oundvikligen var bristfälliga eftersom om staten ägde produktionsmedlen, så kunde inga priser erhållas för kapitalvaror eftersom de bara var interna överföringar av varor i ett socialistiskt system och inte "bytesobjekt", till skillnad från slutliga varor. Därför var de oprissatta och systemet skulle därför oundvikligen vara ineffektivt eftersom de centrala planerarna inte skulle veta hur de skulle fördela de tillgängliga resurserna effektivt. Detta ledde honom till att förklara "att rationell ekonomisk aktivitet är omöjlig i ett socialistiskt samväld". Mises utvecklade sin kritik av socialismen mer fullständigt i sin bok från 1922, Socialism, An Economic and Sociological Analysis.
Mises hävdade att ett socialistiskt system baserat på en planekonomi inte skulle kunna fördela resurser effektivt på grund av bristen på prissignaler. Eftersom produktionsmedlen skulle kontrolleras av en enda enhet skulle det vara omöjligt att approximera priserna på kapitalvaror i en planekonomi. Hans argument var att socialismen måste misslyckas ekonomiskt på grund av det ekonomiska kalkylproblemet – omöjligheten för en socialistisk regering att kunna göra de ekonomiska beräkningar som krävs för att organisera en komplex ekonomi. Mises förutspådde att utan en marknadsekonomi skulle det inte finnas något fungerande prissystem, vilket han ansåg vara avgörande för att uppnå en rationell och effektiv allokering av kapitalvaror till deras mest produktiva användningsområden. Enligt Mises skulle socialismen misslyckas eftersom efterfrågan inte kan kännas till utan priser. Dessa argument utarbetades av senare österrikiska ekonomer som Hayek och studenter som Hans Sennholz. År 1977 hävdade Hayek att "priser är ett instrument för kommunikation och vägledning som innehåller mer information än vi direkt har" och att "hela idén att man kan åstadkomma samma ordning baserat på arbetsdelning genom enkla direktiv faller till marken. ... [O]m man behöver priser, inklusive arbetskraftens priser, för att styra människor dit de behövs, kan man inte ha en annan fördelning än den som följer marknadsprincipen".
Den ungerske ekonomen János Kornai har skrivit att "försöket att förverkliga marknadssocialism ... producerar ett osammanhängande system, där det finns element som stöter bort varandra: det offentliga ägandets dominans och marknadens funktion är inte förenliga".
Förespråkare för laissez-faire -kapitalism menar att även om privata monopol inte har någon faktisk konkurrens, finns det många potentiella konkurrenter som tittar på dem och om de levererade otillräckliga tjänster, eller tog ut ett överdrivet belopp för en vara eller tjänst, skulle investerare starta ett konkurrerande företag. Den anarkokapitalistiske ekonomen Hans-Hermann Hoppe menar att i avsaknad av priser för produktionsmedel finns det ingen kostnadsredovisning som skulle styra arbetskraft och resurser till de mest värdefulla användningsområdena. Enligt Tibor Machan är det "utan en marknad där allokeringar kan göras i enlighet med lagen om utbud och efterfrågan är det svårt eller omöjligt att kanalisera resurser med hänsyn till faktiska mänskliga preferenser och mål".
Enligt ekonomen Milton Friedman: "Förlustdelen är lika viktig som vinstdelen. Det som skiljer det privata systemet från ett statligt socialistiskt system är förlustdelen. Om en entreprenörs projekt inte fungerar, stänger han ner det. Om det hade varit ett statligt projekt skulle det ha utökats, eftersom det inte finns någon disciplin kring vinst- och förlustelementet."
Förespråkare för kaosteorin menar att det är omöjligt att göra exakta långsiktiga förutsägelser för mycket komplexa system som en ekonomi.
Pierre-Joseph Proudhon tar upp liknande beräkningsfrågor i sin General Idea of the Revolution in the 19th Century, men han föreslår också vissa frivilliga arrangemang som också skulle kräva ekonomisk beräkning. Leo Trotskij, en stark förespråkare för decentraliserad ekonomisk planering, hävdade att centraliserad ekonomisk planering skulle vara "olöslig utan miljoner människors dagliga erfarenheter, utan deras kritiska granskning av deras egna kollektiva erfarenheter, utan deras uttryck för sina behov och krav, och inte kunde genomföras inom ramen för de officiella helgedomarna" och "[ä]ven om politbyrån bestod av sju universella genier, sju marxer eller sju leniner, skulle den fortfarande vara oförmögen att, helt på egen hand, med all sin kreativa fantasi, utöva befälet över 170 miljoner människors ekonomi". I motsats till avsaknaden av en marknadsplats kan marknadssocialism ses som ett alternativ till den traditionella socialistiska modellen. Teoretiskt sett är den grundläggande skillnaden mellan en traditionell socialistisk ekonomi och en marknadssocialistisk ekonomi existensen av en marknad för produktionsmedel och kapitalvaror. Socialistiska marknadsavskaffandeförespråkare svarar att även om förespråkare för kapitalismen och i synnerhet den österrikiska skolan erkänner att jämviktspriser inte existerar, hävdar de ändå att dessa priser kan användas som en rationell grund när så inte är fallet, och att marknaderna därför inte är effektiva. Enligt marknadsavskaffande socialister möjliggör decentraliserad planering ett spontant självreglerande system för lagerkontroll (som enbart förlitar sig på beräkning i natura) och det övervinner i sin tur avgörande invändningarna från argumentet om ekonomisk beräkning att varje storskalig ekonomi nödvändigtvis måste tillgripa ett system med marknadspriser.

### Undertryckande av ekonomisk demokrati och självstyre
Central planering kritiseras också av delar av den radikala vänstern. Den libertarianska socialistiska ekonomen Robin Hahnel konstaterar att även om centralplaneringen övervann sina inneboende hämningar av incitament och innovation, skulle den ändå inte kunna maximera ekonomisk demokrati och självstyre, vilka han anser är begrepp som är mer intellektuellt sammanhängande, konsekventa och rättvisa än gängse föreställningar om ekonomisk frihet.
Som Hahnel förklarar: "I kombination med ett mer demokratiskt politiskt system, och omarbetat för att närmare närma sig en bästa tänkbara version, skulle centralt planerade ekonomier utan tvekan ha presterat bättre. Men de kunde aldrig ha levererat ekonomisk självstyrning, de skulle alltid ha varit långsamma med att förnya sig eftersom apati och frustration tog ut sin oundvikliga rätt, och de skulle alltid ha varit mottagliga för växande orättvisor och ineffektivitet i takt med att effekterna av differentierad ekonomisk makt växte. Under central planering hade varken planerare, chefer eller arbetare incitament att främja det sociala ekonomiska intresset. Inte heller gav de förestående marknaderna för slutliga varor till planeringssystemet konsumenterna rätt att rösta på meningsfulla sätt. Men central planering skulle ha varit oförenlig med ekonomisk demokrati även om den hade övervunnit sina informations- och incitamentsbrister. Och sanningen är att den överlevde så länge som den gjorde bara för att den stöttades upp av en exempellös totalitär politisk makt".

## Kritik av statligt företagande

### Långsam eller stagnerande teknisk utveckling

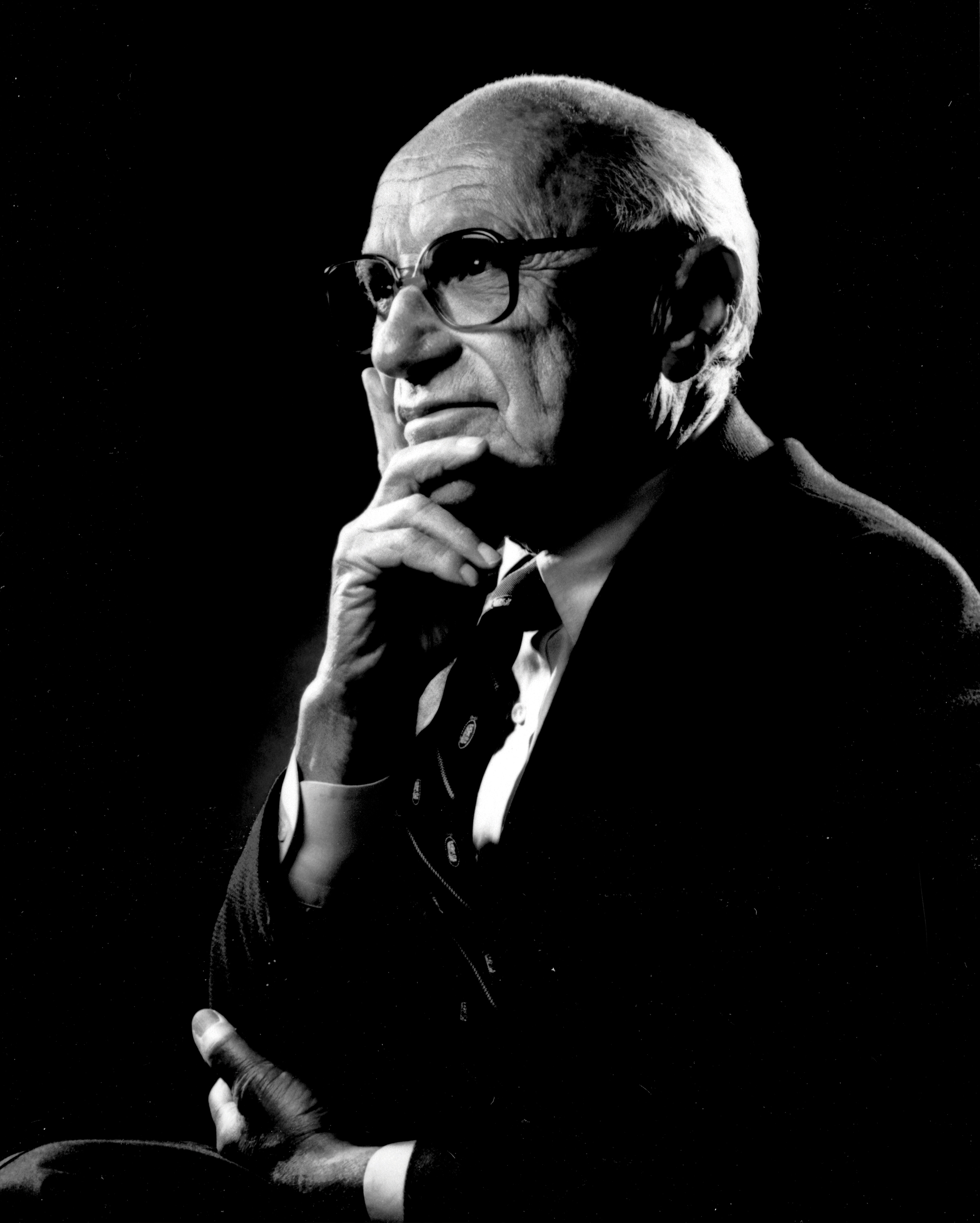
Milton Friedman, vinnare av Nobelpriset i ekonomi 1976, medlem av Chicago School of Economics och en välkänd motståndare till socialismen

Ekonomen Milton Friedman hävdade att socialism, med vilket han menade statligt ägande över produktionsmedlen, hämmar tekniska framsteg på grund av att konkurrensen kvävs. Han noterade att "vi bara behöver titta på USA för att se var socialismen misslyckas" genom att konstatera att de "mest tekniskt efterblivna områdena är de där staten äger produktionsmedlen".

Friedman hävdade att socialismen förespråkade avskaffandet av fria marknader och penning- och riskbaserade belöningssystem, ett påstående som ifrågasätts av vissa socialister. Friedman menar att utan ett sådant penga- och riskbaserat belöningssystem skulle många kapitalistiska uppfinnare, som Friedman menar ändå skulle existera inom socialismen, inte riskera tid eller kapital för forskning. Friedman trodde att detta var en av anledningarna till USA:s patentsystem och upphovsrättslag och argumenterade:
Socialismen har inte visat sig vara mer effektiv hemma än utomlands. Vilka är våra tekniskt mest eftersatta områden? Utdelningen av första klass-post, skolorna, rättsväsendet, lagstiftningssystemet – allt fastnat i föråldrad teknik. Vi behöver utan tvekan socialism för rättsväsendet och lagstiftande systemet. Vi gör det inte för post eller skolor, vilket har visats av Federal Express och andra, och av många privatskolors förmåga att ge överlägsen utbildning till missgynnade ungdomar till hälften av kostnaden för statlig skolgång. ...

 Vi klagar alla med rätta över militärens slöseri, bedrägerier och ineffektivitet. Varför? Eftersom det är en socialistisk aktivitet – en som det inte verkar finnas något genomförbart sätt att privatisera. Men varför skulle vi vara bättre på att driva socialistiska företag än ryssarna eller kineserna?

 Genom att utvidga socialismen långt bortom det område där den är oundviklig, har vi slutat med att utföra viktiga statliga funktioner betydligt sämre än vad som inte bara är möjligt utan också vad som uppnåddes tidigare. I en fattigare och mindre socialistisk era skapade vi ett landsomfattande nätverk av vägar, broar och tunnelbanesystem som var världens avundades. Idag klarar vi inte ens av att underhålla dem.

### Minskade incitament

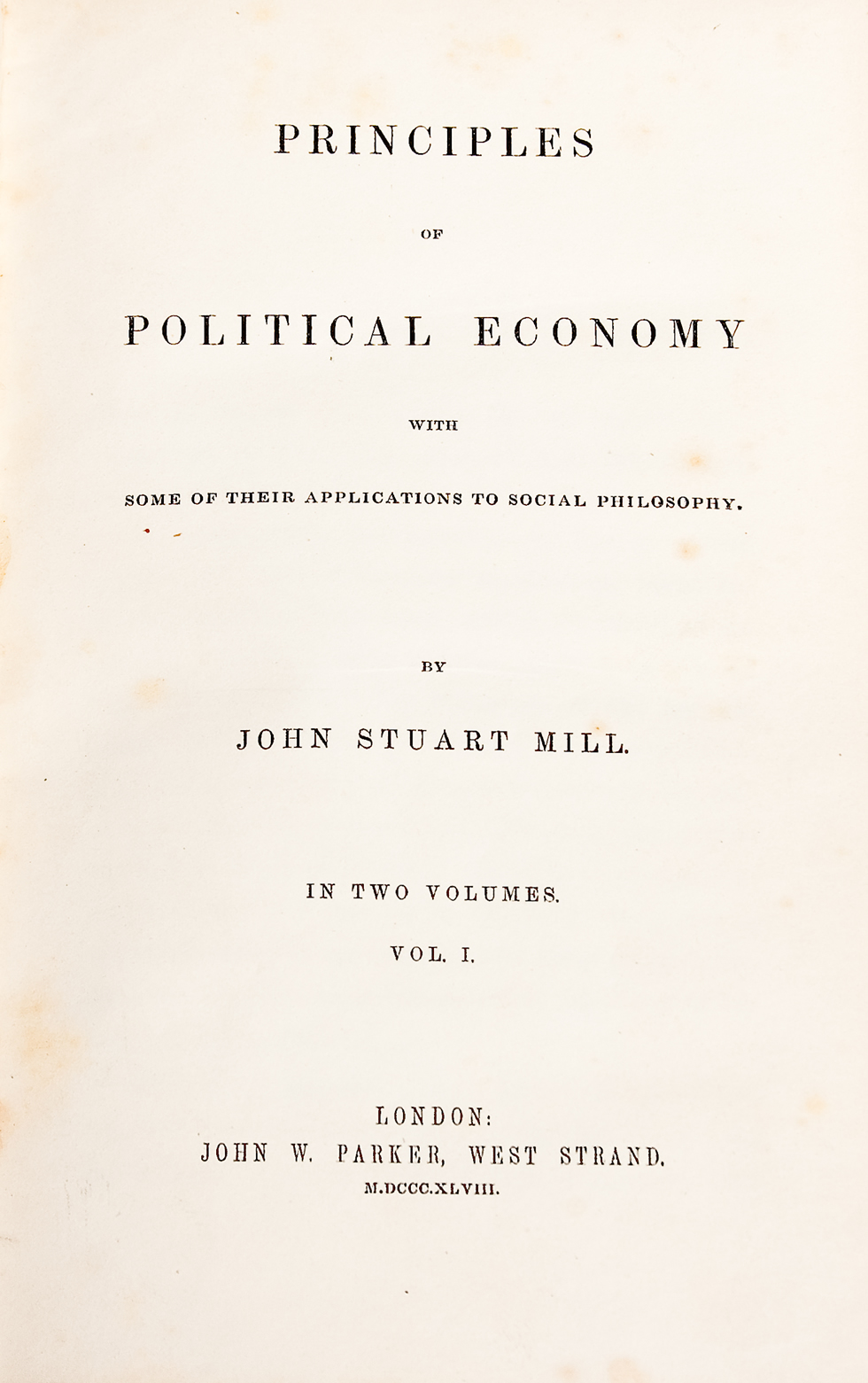
Första upplagans omslag till The Principles of Political Economy av John Stuart Mill

En kritik av socialismen är att det i ett samhälle där alla har lika mycket förmögenhet inte kan finnas något materiellt incitament att arbeta eftersom man inte får belöningar för ett väl utfört arbete. De menar vidare att incitament ökar produktiviteten för alla människor och att förlusten av dessa effekter skulle leda till stagnation. Vissa kritiker av socialismen menar att inkomstdelning minskar individuella incitament att arbeta och att inkomsterna därför bör individualiseras så mycket som möjligt.
I The Principles of Political Economy (1848) skrev John Stuart Mill:
| ” | Det är socialisternas vanliga misstag att förbise mänsklighetens naturliga lättja; deras tendens att vara passiva, att vara vanans slavar, att i all oändlighet fortsätta på en vald kurs. Låt dem en gång uppnå vilket tillstånd de anser tolererbart, och faran att vara medveten om är att de från och med då stagnerar; inte anstränger sig för att förbättra sig, och genom att låta sina förmågor rosta, förlorar de även den energi som krävs för att skydda dem från försämring. Konkurrens kanske inte är den bästa tänkbara stimulansen, men den är för närvarande nödvändig, och ingen kan förutse den tid då den inte kommer att vara oundgänglig för framsteg. | „ |

Mill ändrade senare sina åsikter och antog ett socialistiskt perspektiv, och lade till kapitel i sin bok Principles of Political Economy för att försvara en socialistisk syn och vissa socialistiska frågor. Inom detta reviderade arbete lade han också fram det radikala förslaget att hela lönesystemet skulle avskaffas till förmån för ett kooperativt lönesystem. Trots detta kvarstod några av hans åsikter om idén om platt beskattning, om än i en något nedtonad form.

## Minskat välstånd

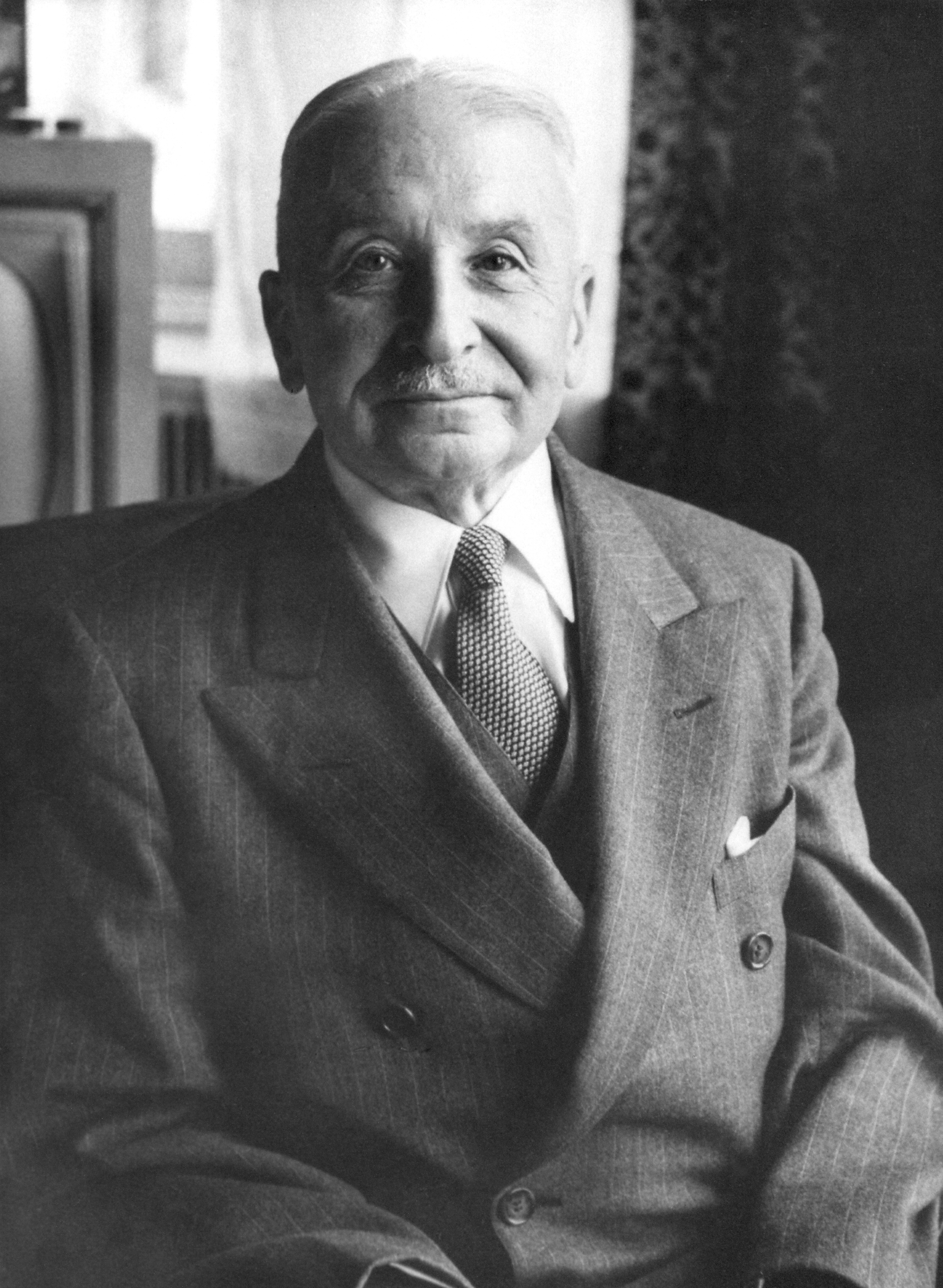
Ludwig von Mises är mest känd för sitt arbete med praxeologi där han jämför kommunism och kapitalism.

Den österrikiske ekonomen Hans-Hermann Hoppe menade att länder där produktionsmedlen är nationaliserade inte är lika välmående som de där produktionsmedlen är under privat kontroll ("välmående" definieras i termer av BNP). Emellertid ansluter sig inte alla socialister till idén om nationalisering, vissa föredrar socialisering istället.
En annan österrikisk skolekonom, Ludwig von Mises, hävdade att strävan efter mer jämlika inkomster genom statliga ingripanden oundvikligen leder till en minskning av nationalinkomsten och därmed genomsnittsinkomsten. Följaktligen säger han att socialisten väljer målet om en mer jämlik inkomstfördelning utifrån antagandet att marginalnyttan av inkomsten för en fattig person är större än för en rik person. Enligt Mises kräver detta en preferens för en lägre genomsnittsinkomst framför inkomstojämlikhet vid en högre genomsnittsinkomst. Han ser ingen rationell motivering för denna preferens, och han menar också att det finns få bevis för att målet om större inkomstjämlikhet uppnås.
Mises säger också: "Det enda säkra faktumet om ryska angelägenheter under sovjetregimen som alla människor är överens om är: att de ryska massornas levnadsstandard är mycket lägre än massornas i det land som allmänt anses vara kapitalismens förebild, Amerikas förenta stater. Om vi skulle betrakta sovjetregimen som ett experiment, skulle vi behöva säga att experimentet tydligt har visat kapitalismens överlägsenhet och socialismens underlägsenhet".

## Sociala och politiska effekter

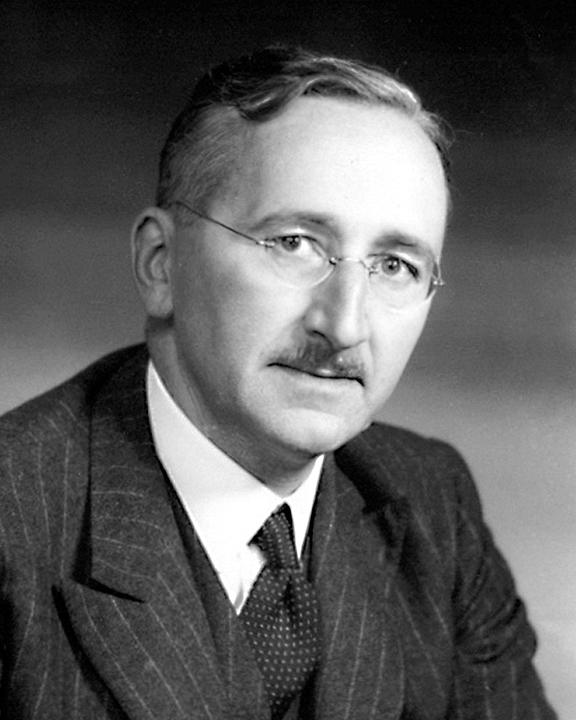
Friedrich Hayek, författare till Vägen till träldom

I Vägen till livegenskap hävdade Friedrich Hayek att en jämnare fördelning av välstånd genom nationalisering av produktionsmedlen inte kan uppnås utan förlust av politiska, ekonomiska och mänskliga rättigheter. Han hävdade att för att uppnå kontroll över produktionsmedel och fördelning av rikedom är det nödvändigt för sådana socialister att förvärva betydande tvångsbefogenheter. Hayek menade att vägen till socialism leder samhället till totalitarism och menade att fascism och nazism var det oundvikliga resultatet av socialistiska trender i Italien och Tyskland under den föregående perioden. Hayek menade alltså att en rörelse åt vänster från kapitalism till socialism i själva verket är en rörelse åt höger, från kapitalism till fascism. Dessa idéer är inkapslade i "hästskoteorin". Ett liknande argument har framförts av kritiker som Dinesh D'Souza, som menar att eftersom det tyska nazistpartiets fullständiga tyska namn var Nationalsozialistische Deutsche Arbeiterpartei, och eftersom "Nationalsozialistische" kan översättas till "nationalsocialism", är fascism faktiskt en typ av socialism, och därför är många socialister nazister.
Peter Self kritiserar den traditionella socialistiska planekonomin och argumenterar mot att sträva efter "extrem jämlikhet" eftersom han anser att det kräver "starkt tvång" och inte möjliggör "rimligt erkännande [för] olika individuella behov, smaker (för arbete eller fritid) och talanger". Self menar att även om en socialistisk planekonomi ger betydligt större frihet än vad som finns under kapitalismen – där den stora majoriteten av människor tvingas av hotet om svält att arbeta för en liten kapitalistklass vinst – förbättrar tillägg av marknader till socialismen friheten och effektiviteten. Följaktligen rekommenderar Self marknadssocialism istället för antingen kapitalism eller icke-marknadssocialism. Filosofen David Schweickart har beskrivit liknande åsikter.
Mark J. Perry från det konservativa American Enterprise Institute (AEI) menade att socialism innebär att ge upp frihet för mer säkerhet. Perry menade också att "socialismen är 1900-talets stora lögn. Medan den lovade välstånd, jämlikhet och säkerhet, gav den fattigdom, elände och tyranni. Jämlikhet uppnåddes endast i den meningen att alla var lika i sitt elände."
Kritiker av socialismen nämner Sovjetunionen och Venezuela som exempel på länder där socialismen har misslyckats.

## Påståenden om korruption i ledarskapet

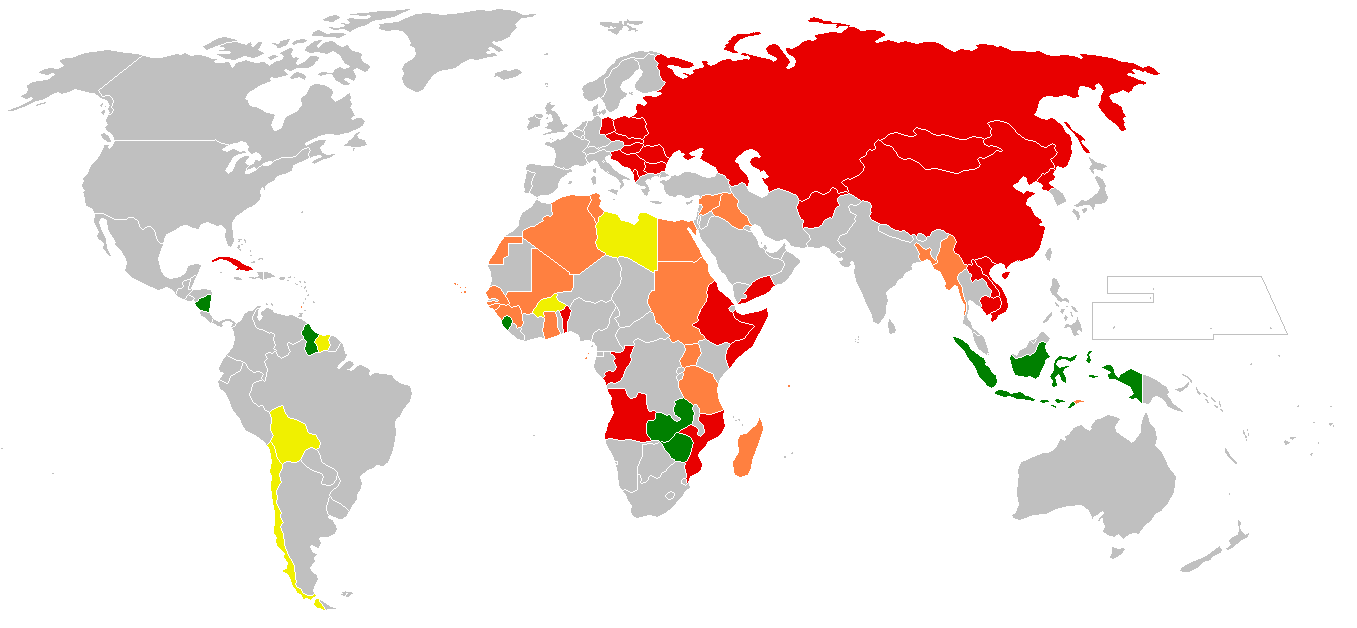
Världskarta över länder som någon gång styrdes av socialistiska regeringar

Vissa kritiker av socialismen ser socialismen som en typ av politisk statlig organisation istället för som en typ av socioekonomisk struktur (som är traditionellt). Dessa tänkare kritiserar i allmänhet vad de kallar "socialistiska stater" snarare än "socialism".
Milton Friedman menade att avsaknaden av privat ekonomisk aktivitet skulle göra det möjligt för politiska ledare att bevilja sig själva tvångsmakt, makt som under ett kapitalistiskt system istället skulle beviljas av en kapitalistisk klass, vilket Friedman fann att föredra. I sin kampanj mot Labour-kandidaten Clement Attlee i parlamentsvalet 1945 hävdade Winston Churchill att socialismen kräver totalitära metoder, inklusive en politisk polis, för att uppnå sina mål.

## Massmord
Många kommentatorer på den politiska högern pekar på massmorden under kommunistregimerna och kallar dem för en anklagelse mot socialismen. Kommunismens svarta bok har varit ett av de mest utförliga populära verken som lyft fram detta.
Försvarare av socialismen menar att massmorden under kommunistregimer var avvikelser orsakade av specifika auktoritära regimer och inte orsakade av socialismen i sig. Nathan J. Robinson, chefredaktör för den vänsterprogressiva tidskriften Current Affairs, har försvarat socialismen från kritik och argumenterat för "en libertariansk socialistisk tradition som alltid har varit starkt emot den auktoritära 'socialism' som många regeringar har förespråkat".